# Bauknecht-Author/Saison 2014
Dieser Artikel listet Erfolge und Fahrer des Radsportteams Bauknecht-Author in der Saison 2014 auf.

## Erfolge in der UCI Europe Tour
In der Saison 2014 gelangen dem Team nachstehende Erfolge in der UCI Europe Tour.
| Datum      | Rennen                                              | Kat. | Fahrer                   |
| ---------- | --------------------------------------------------- | ---- | ------------------------ |
| 30. Mai    | 1. Etappe Course de la Paix (U23)                   | 2.2U | Przemysław Kasperkiewicz |
| 21. Juni   | 2. Etappe Oberösterreich-Rundfahrt                  | 2.2  | Paweł Cieślik            |
| 26. Juni   | Tschechische Meisterschaft – Einzelzeitfahren (U23) | CN   | David Dvorský            |
| 16. August | GP Královehradeckého Kraje                          | 1.2  | Paweł Cieślik            |

## Zugänge – Abgänge
| Zugänge                  | Team 2013          | Abgänge           | Team 2014          |
| ------------------------ | ------------------ | ----------------- | ------------------ |
| Martin Hunal             | AC Sparta Praha    | František Padour  | Team NetApp-Endura |
| Jan Kadúch               | ASC Dukla Prag     | Josef Manoušek    | SKC Tufo Prostějov |
| Paweł Cieślik            | Bank BGŻ           | Tomáš Danačík     | Unbekannt          |
| Jan Svorada              | SKC Tufo Prostějov | Jiří Hudeček      | Unbekannt          |
| Przemysław Kasperkiewicz | Neoprofi           | Stanislav Kozubek | Unbekannt          |

## Mannschaft
| Name                     | Geburtstag        | Nationalität |
| ------------------------ | ----------------- | ------------ |
| Tomáš Bucháček           | 7. März 1978      | Tschechien   |
| Paweł Cieślik            | 12. April 1986    | Polen        |
| David Dvorský            | 11. Juni 1992     | Tschechien   |
| Josef Hošek              | 23. Dezember 1991 | Tschechien   |
| Martin Hunal             | 8. September 1989 | Tschechien   |
| Jan Kadúch               | 6. Juni 1992      | Tschechien   |
| Tomáš Kalojiros          | 3. August 1994    | Tschechien   |
| Przemysław Kasperkiewicz | 1. März 1994      | Polen        |
| Jiří Polnický            | 16. Dezember 1989 | Tschechien   |
| Jan Svorada              | 20. Januar 1992   | Tschechien   |
| Tomáš Zechmeister        | 30. Juni 1993     | Tschechien   |